# 崔氏 (房爱亲妻)
崔氏，北魏女性人物，出自清河崔氏，崔元孙之女，嫁给清河房爱亲为妻。
性情严谨明敏高尚，阅读了不少书传，见识广博。其子房景伯、房景光，崔氏亲自教授经义，学问品行优秀，并为当世名士。房景伯为清河郡太守，每有疑狱，常先请教母亲。贝丘县一百姓家几个儿子不孝，官吏想要处罚。房景伯为此悲伤，告知其母。崔氏说闻不如见，山民未见礼教，何足责怪。把其母喊来，自己与她同居。让她的儿子们看房景伯是怎样孝顺母亲的，经二十余日，她的儿子们叩头流血，其母涕泣请还，其家之后以孝闻名。崔氏以寿终天年。